# Homicidio (Argentina)

Tapa del Código Penal de la República Argentina

En Argentina, la figura del homicidio es la de matar a una persona, es decir, cuando se hace cesar la actividad del complejo orgánico vital del sujeto pasivo.

## El homicidio en el Código Penal
Según la Ley 11.179 de 1984 los homicidios se clasifican en:

### Homicidio simple
Art. 79.º - Se aplicará reclusión o prisión de ocho a veinticinco años, al que matare a otro, siempre que en este Código no se estableciere otra pena

### Homicidio agravado
Art. 80.º - Se impondrá reclusión perpetua o prisión perpetua, pudiendo aplicarse lo dispuesto en el artículo 52, al que matare:
1. A su ascendiente, descendiente, cónyuge, excónyuge, o a la persona con quien mantiene o ha mantenido una relación de pareja, mediare o no convivencia. (inciso sustituido por art. 1.º de la Ley n.º 26.791 B.O. 14/12/2012)
2. Con ensañamiento, alevosía, veneno u otro procedimiento insidioso.
3. Por precio o promesa remuneratoria.
4. Por placer, codicia, odio racial, religioso, de género o a la orientación sexual, identidad de género o su expresión. (inciso sustituido por art. 1.º de la Ley n.º 26.791 B.O. 14/12/2012)
5. Por un medio idóneo para crear un peligro común.
6. Con el concurso premeditado de dos o más personas.
7. Para preparar, facilitar, consumar u ocultar otro delito o para asegurar sus resultados o procurar la impunidad para sí o para otro o por no haber logrado el fin propuesto al intentar otro delito.
8. A un miembro de las fuerzas de seguridad pública, policiales o penitenciarias, por su función, cargo o condición. (Inciso incorporado por art. 1.º de la Ley n.º 25.601 B. O. 11/6/2002)
9. Abusando de su función o cargo, cuando fuere miembro integrante de las fuerzas de seguridad, policiales o del servicio penitenciario.[1]
10. A su superior militar frente a enemigo o tropa formada con armas. (Inciso incorporado por art. 2.º del Anexo I de la Ley n.º 26.394 B.O. 29/8/2008. Vigencia: comenzará a regir a los SEIS (6) meses de su promulgación. Durante dicho período se llevará a cabo en las áreas pertinentes un programa de divulgación y capacitación sobre su contenido y aplicación)
11. A una mujer cuando el hecho sea perpetrado por un hombre y mediare violencia de género. (inciso incorporado por art. 2.º de la Ley n.º 26.791 B.O. 14/12/2012)

12. Con el propósito de causar sufrimiento a una persona con la que se mantiene o ha mantenido una relación en los términos del inciso 1.º (inciso             i          incorporado por art. 2.º de la Ley n.º 26.791 B.O. 14/12/2012)
Cuando en el caso del inciso 1.º de este artículo, mediaren circunstancias extraordinarias de atenuación, el juez podrá aplicar prisión o reclusión de  ocho                                                           (8) a  veinticinco (25)  años Esto no será aplicable a quien anteriormente hubiera realizado actos de violencia contra la mujer víctima. (Párrafo sustituido por art. 3.º de la Ley n.º 26 791 B.O. 14/12/2012)

### Emoción violenta y homicidio preterintencional
Art. 81.º -  Se impondrá reclusión de tres a seis años, o prisión de uno a tres años:
1. - a) Al que matare a otro, encontrándose en un estado de emoción violenta y que las circunstancias hicieren excusable.
  - b) Al que, con el propósito de causar un daño en el cuerpo o en la salud, produjere la muerte de alguna persona, cuando el medio empleado no debía razonablemente ocasionar la muerte.[3]
2. El homicidio es una expresión del modelo de responsabilidad objetiva, presente en todos los sistemas mundiales: el hecho de muerte se atribuye si está casualmente relacionado con la conducta voluntaria de las lesiones (art. 584 del código penal italiano, art. 222-7 del código penal francés, delito grave-asesinato estadounidense), y en otras jurisdicciones se presume una conducta culpable respecto del hecho involuntario (art. 227 del Código Penal alemán).  En otros sistemas penales (español, suizo, sueco), sin embargo, se prefiere condenar al agente por dos delitos concurrentes: lesiones voluntarias y homicidio.[4][5][6][7]

### Atenuantedel homicidio agravado por el vínculo
Art. 82.º - Cuando en el caso del inciso 1.º del artículo 80 concurriese alguna de las circunstancias del inciso 1.º del artículo anterior, la pena será de reclusión o prisión de diez a veinticinco años.

### Homicidio culposo (simple y agravado)
ARTICULO 84. - Será reprimido con prisión de uno (1) a cinco (5) años e inhabilitación especial, en su caso, por cinco (5) a diez (10) años el que por imprudencia, negligencia, impericia en su arte o profesión o inobservancia de los reglamentos o de los deberes a su cargo causare a otro la muerte.
El mínimo de la pena se elevará a dos (2) años si fueren más de una las víctimas fatales.
(Artículo sustituido por art. 1.º de la Ley n.º 27.347 B.O. 6/1/2017).
ARTICULO 84 bis. - Será reprimido con prisión de dos (2) a cinco (5) años e inhabilitación especial, en su caso, por cinco (5) a diez (10) años el que por la conducción imprudente, negligente o antirreglamentaria de un vehículo con motor causare a otro la muerte.
La pena será de prisión de tres (3) a seis (6) años, si se diera alguna de las circunstancias previstas en el párrafo anterior y el conductor se diere a la fuga o no intentase socorrer a la víctima siempre y cuando no incurriere en la conducta prevista en el artículo 106, o estuviese bajo los efectos de estupefacientes o con un nivel de alcoholemia igual o superior a quinientos (500) miligramos por litro de sangre en el caso de conductores de transporte público o un (1) gramo por litro de sangre en los demás casos, o estuviese conduciendo en exceso de velocidad de más de treinta (30) kilómetros por encima de la máxima permitida en el lugar del hecho, o si condujese estando inhabilitado para hacerlo por autoridad competente, o violare la señalización del semáforo o las señales de tránsito que indican el sentido de circulación vehicular o cuando se dieren las circunstancias previstas en el artículo 193 bis, o con culpa temeraria, o cuando fueren más de una las víctimas fatales.
(Artículo incorporado por art. 2.º de la Ley n.º 27.347 B.O. 6/1/2017).
Si bien existen otros artículos del Código Penal donde se prevé la muerte de una persona, se entiende que es una circunstancia que aumenta la responsabilidad penal del sujeto activo que comete la conducta típica. Por ejemplo, en el artículo 85.º del Código se contempla, además del aborto, la muerte de la mujer embarazada durante el hecho, o sea, el aborto es la conducta típica y la muerte de la mujer es la circunstancia
Por el tratado de los derechos del niño de Costa Rica, se considera Persona desde la concepción en el seno materno. En caso de técnicas de reproducción, se considera Persona desde la implantación del embrión en la mujer.